# Ricky Evans
Richard "Ricky" Ian Evans (Kettering, Northamptonshire, 29 juli 1990) is een Engels darter die de toernooien van de PDC speelt.

## Carrière
Van 2007 tot 2012 probeerde Evans zich te kwalificeren voor elk BDO World Darts Championship, maar dat lukte nooit. In 2011 won Evans een PDC Youth Tour-evenement door David Coyne met 4-1 te verslaan in de finale. Hij heeft vijf keer meegedaan aan de World Masters, met zijn beste prestatie in 2012, toen hij in de laatste 48 verloor van James Wilson.
In 2013 speelde Evans in de Q-School om een tourkaart te verdienen voor de Professional Darts Corporation-evenementen en dat lukte op de eerste dag. Minder dan twee maanden later bereikte hij voor het eerst de kwartfinales van een PDC Pro Tour-evenement door Gary Anderson met 6-5 te verslaan in de laatste 16 van de tweede UK Open Qualifier, voordat hij met 6-3 verloor van Peter Wright. Hierdoor kwam hij in de tweede ronde van de UK Open terecht, waar hij met 5-2 werd verslagen door Joe Cullen. Evans bereikte de finale van het PDC World Youth Championship 2013, dat werd gespeeld op de finaleavond van de Premier League Darts in The O2 in Londen, waarbij Evans met 6-1 verloor van Michael Smith. Het resultaat was echter genoeg om hem voor het eerst de Grand Slam of Darts 2013 te laten bereiken, maar hij verloor al zijn wedstrijden in Groep E van Raymond van Barneveld, Mervyn King en Tony O'Shea en eindigde onderaan de ranglijst.
Evans bereikte zijn eerste finale in de belangrijkste PDC-evenementen op het dertiende Players Championship van het jaar. Hij versloeg gevestigde spelers zoals Gary Anderson, Ronnie Baxter, Jamie Caven en Ian White, voordat hij met 6-3 verloor van Brendan Dolan. Evans' succesvolle debuutseizoen ging later in de maand door toen hij een verliezende halve finalist was op het laatste Players Championship. Hij verzamelde £ 11.550 in ProTour-evenementen gedurende het jaar, waardoor hij zich via de Order of Merit kwalificeerde voor zijn eerste PDC World Championship, waar hij de ervaren Baxter in de eerste ronde overtrof om met 3-0 in sets te winnen. Evans stond vervolgens tegenover de als veertiende geplaatste Mervyn King, maar verloor uiteindelijk van de veteraan met 4-2 in sets. Na de wedstrijd prees King Evans' prestatie en beschreef hem als "de toekomst van onze sport". Evans werd na zijn debuutseizoen op de PDC-tour gerangschikt als nummer 56 van de wereld.
Hij kon in geen van de zes kwalificaties voor de UK Open 2014 verder komen dan de laatste 128, waardoor hij zich niet wist te kwalificeren voor het evenement. Evans' vorm verbeterde naarmate het jaar vorderde door zich te kwalificeren voor de laatste twee evenementen van de European Tour. Bij de European Darts Grand Prix 2014 versloeg hij Jelle Klaasen met 6-3, maar verloor in de tweede ronde met 6-5 van Vincent van der Voort en op de European Darts Trophy 2014 werd hij in de eerste ronde met 6-5 uitgeschakeld door Klaasen. In november bereikte Evans voor het eerst dit jaar de laatste 16 bij het twintigstee en laatste Players Championship, waar hij met 6-3 verloor van Ian White.
Bij de tweede UK Open Qualifier van 2015 bereikte Evans zijn eerste kwartfinale in meer dan een jaar, waar hij met 6-3 verloor van Vincent van der Voort. Hij bereikte voor het eerst de derde ronde van het UK Open door Mark Layton met 5-3 te verslaan, maar verloor daarna met 9-4 van James Wilson. Een tweede kwartfinale dit jaar was op het vijfde Players Championship waar hij, na het verslaan van Colin Osborne, Andy Smith, Jamie Robinson en Devon Petersen, met 6-2 verloor van Keegan Brown.
Evans won de kwalificatiewedstrijd voor het PDC World Darts Championship 2016 met een 5-4 overwinning op Andy Boulton. Hij speelde in de eerste ronde tegen de vice-wereldkampioen van 2010, Simon Whitlock, en nadat hij met 2-0 achterstond in sets en 2-0 in legs (na twee matchdarts te hebben overleefd), zette Evans een comeback in om de wedstrijd uiteindelijk met 3-2 te winnen met een 130 checkout. Evans verloor echter 10 legs op rij in zijn tweede ronde tegen Jamie Caven en werd met 4-0 uitgeschakeld. Een 9-5 overwinning op Andy Boulton zorgde ervoor dat Evans voor het eerst in de vierde ronde van de UK Open speelde, maar hij miste matchdarts tegen Darren Webster en verloor met 9-8 nadat hij al vroeg met 4-1 voorstond. Evans behaalde de kwartfinale op het zevende Players Championship-evenement (verloren met 6-2 van Gerwyn Price) en hij deed het nog beter op het zestiende evenement om zijn eerste halve finale in bijna drie jaar te bereiken. Hij miste ook dubbel 12 voor een 9-darter, voordat hij in de laatste vier met 6-4 verloor van Steve West. Deze resultaten zorgden ervoor dat Evans zich kwalificeerde voor de Players Championship Finals en hij stond in de eerste ronde tegenover James Wade.
Evans' eerste ronde wedstrijd tegen Michael Smith op het PDC World Darts Championship 2017 ging naar een beslissende set waarin hij er niet in slaagde een leg te winnen en met 3-2 werd verslagen. Hij bereikte de halve finale van de eerste UK Open Qualifier, maar verloor met 6-4 van Adrian Lewis.
Op het Dutch Darts Championship 2018 haalde Evans zijn eerste finale op de PDC European Tour, waar hij met 8-5 verloor van Ian White.
In 2019 volgde hij die prestatie op met een tweede plek op Players Championship 6 voordat hij zijn tweede finale op de European Tour bereikte op het German Darts Championship 2019, waar hij met 8-6 verloor van Daryl Gurney.
In februari 2023 maakte de Nederlandse dartsfabrikant Bull’s via verschillende media bekend dat Evans een contract bij hen had getekend, hiermee kwam na tien jaar samenwerking met dartsleverancier Target een einde.
Tijdens de UK Open 2024 behaalde Evans de halve finale, waar hij verloor van Luke Humphries. Op 1 augustus 2024 behaalde Evans de finale van Players Championship 16, waarin hij met een uitslag van 8-2 verloor van Mike De Decker.

## Speelstijl
Evans staat bekend om zijn ongelooflijke snelheid bij het gooien van darts en werd door Sky Sports-commentator Wayne Mardle beschreven als de snelste speler die hij ooit heeft gezien. Evans gooit doorgaans drie darts binnen drie tot vijf seconden na het naderen van de oche, tenzij hij van positie verandert of voor een dubbel gaat, een eigenschap die hem de bijnaam "Rapid" heeft opgeleverd. Tijdens het PDC World Darts Championship 2017 gooide Evans een 180 in slechts 2,16 seconden tijdens zijn eerste ronde tegen Michael Smith.

## Resultaten op Wereldkampioenschappen

### PDC
- 2014: Laatste 32 (verloren van Mervyn King met 2-4)
- 2016: Laatste 32 (verloren van Jamie Caven met 0-4)
- 2017: Laatste 64 (verloren van Michael Smith met 2-3)
- 2019: Laatste 96 (verloren van Rowby-John Rodriguez met 1-3)
- 2020: Laatste 32 (verloren van Michael van Gerwen met 0-4)
- 2021: Laatste 32 (verloren van Michael van Gerwen met 0-4)
- 2022: Laatste 64 (verloren van Daryl Gurney met 1-3)
- 2023: Laatste 64 (verloren van Joe Cullen met 1-3)
- 2024: Laatste 32 (verloren van Daryl Gurney met 2-4)
- 2025: Laatste 32 (verloren van Robert Owen met 2-4)

### PDC World Youth Championship
- 2012: Laatste 32 (verloren van Aden Kirk met 2-5)
- 2013: Runner-up (verloren van Michael Smith met 1-6)

## Resultaten op de World Matchplay
- 2019: Laatste 32 (verloren van Daryl Gurney met 7-10)
- 2020: Laatste 32 (verloren van Daryl Gurney met 5-10)